# Direito processual civil
O Direito processual civil (inicialmente chamado de Direito Jurisdicional) é um ramo do direito público, composto por um conjunto de princípios e normas jurídicas que guiam os processos civis, a solução de conflitos de interesses e, o uso da jurisdição do Estado (função de soberania). Isto é, de fazer valer o respeito às leis de forma definitiva e coativa. No Brasil, tem como autores notórios Pontes de Miranda, José Carlos Barbosa Moreira, Ada Pellegrini e Luiz Rodrigues Wambier.  .
O processo civil tem um objetivo instrumental, buscando a efetividade das leis materiais. Designa o meio legal para acesso das partes aos tribunais comuns, em um determinado litígio de ordem privada e, também guia a tramitação do acesso a jurisdição. Este processo é regulado pelas regras comuns do direito civil (designadamente pelo Código de Processo Civil e supletivamente pelo Código Civil).
Difere do Direito Processual Penal, pois não incidir sobre processos que envolvam punição do Estado, ou seja, matéria criminal. O Processual Civil é a ciência que guia todo conflito de interesses que não se encaixe no âmbito criminal.
A finalidade do processo é a solução das lides (quando uma partes exige o cumprimento de um direito subjetivo), pacificando assim a sociedade. São partes integrantes do processo o autor (polo ativo), o réu (polo passivo), o juiz e os assistentes processuais. Só há evidentemente lide em juízo por meio de ação judicial.
O exercício da jurisdição segue um conjunto de normas que garantem: a efetividade da tutela jurisdicional, permitir a participação dos interessados, definir a atuação dos juízes e, da elaboração das leis.
Desde 2016, está em vigor o Código de Processo Civil de 2015 nome dado à Lei n° 13 105, de 2015, que fez um reordenamento jurídico brasileiro (revogando a Lei nº 5 869, de 1973) reduzindo o número de recursos dando agilidade ao andamento dos processos judiciais e alterando os prazos a fim de evitar ambiguidades interpretativas.

## Direito Processual Civil no Brasil
No Brasil, a legislação processual civil regula a solução de conflitos fundadas em normas de Direito privado (civil e comercial), de Direito social (trabalho e previdenciário) e Direito público (constitucional, administrativo, econômico, financeiro, tributário,  internacional, militar, eleitoral), Direito Penal  etc.
O sistema jurisdicional brasileiro é uno, significando que o Estado (União) também se submete aos membros do Poder Judiciário, não existindo o contencioso administrativo característico de alguns sistemas europeus e latino-americanos.
O direito processual civil brasileiro recebe, tradicionalmente, influência da doutrina, jurisprudência e legislação estrangeira, em especial a italiana, a alemã, a portuguesa e a espanhola. Recentemente, também o direito americano, sobretudo nas ações coletivas, tem sido referência para estudo de certos temas. Tais contribuições têm sido importantes, porém não se pode esquecer que os processualistas brasileiros têm desenvolvido ideias e técnicas processuais de grande originalidade e importância.
No Brasil, formaram-se muitas escolas processuais. Hoje praticamente todas as universidades que oferecem cursos de Mestrado e Doutorado possuem um grupo de pesquisadores na área do direito processual.
O direito processual civil brasileiro é regido por diversas normas, sendo as principais a Constituição Federal de 1988 e o Código de Processo Civil (Lei nº 13.105, de 16 de março de 2015) , também conhecido como CPC15, (observando o Princípio da Supremacia Constitucional) que apresenta grande influência do Direito Romano. Alfredo Buzaid, Ministro da Justiça na época da elaboração do anteprojeto da lei, foi aluno de Enrico Tullio Liebman.
Liebman, italiano, recém-chegado da Europa, vindo ao Brasil em virtude da Segunda Guerra, ministrou Processo Civil na Faculdade de Direito em São Paulo, onde apresentou ideias avançadas para a época, as quais influenciaram Buzaid e outros de sua geração. Desta forma, percebe-se na legislação processual vigente, enorme influência dos ensinamentos de Liebman, e talvez os mais importantes sejam sobre a teoria, os elementos e as condições da ação.
O CPC brasileiro, porém, ao longo de sua vigência, a despeito de ser um monumento jurídico-científico, tem revelado descompasso com sua finalidade primeira, que é a instrumentalização da obtenção do direito material. Não tem sido raro falar em crise do processo civil ou crise do judiciário. A busca por aperfeiçoamentos tem gerado a edição de muitas leis federais com o objetivo de modificar o CPC, o que, se por um lado é positivo em razão da evolução do sistema, de outro é extremamente pernicioso, devido à quebra da "sistematicidade" que justifica a existência de um Código.
É possível separar as modificações no CPC em três minirreformas:
I) A minirreforma de 1994—1995, que introduziu a antecipação de tutela (espécie de medida urgente, que se distingue das ações cautelares pela satisfatividade), Lei 8952/94, e reformulou o recurso de agravo (contra decisões interlocutórias), Lei 9139/1995.
II) A minirreforma de 2001—2002 foi mais ampla e modificou a regência de recursos como a remessa ex officio, o agravo, a apelação e os embargos infringentes, reduzindo em muito o espectro de cabimento deste último(Lei 10.352/2001). Ademais, houve preocupação em enrijecer as sanções por descumprimento de ordens judiciais (Lei 10358/2001), e, por fim, aperfeiçaram-se as regras para antecipação de tutela, trazendo do direito francês a Astreinte, com a finalidade de compelir o devedor de obrigação de fazer ao adimplemento in natura, estabelecendo-se a fungibilidade entre os provimentos cautelares e os antecipatórios de tutela, e modificando-se regras do processo de execução (Lei 10444/2002).
III) A maior de todas: a minirreforma de 2005—2006 reduziu o âmbito de cabimento do agravo de instrumento, fixando o agravo retido como regra geral (Lei 11187/2005), eliminou o processo de execução fundado em título judicial, incorporando-o como parte do processo de conhecimento, sob o título de "cumprimento de sentença" (Lei 11232/2005), criou a possibilidade de o tribunal, durante a apreciação do recurso de apelação, sanear nulidades relativas, ao invés de simplesmente declarar nula a sentença, e instituiu a súmula impeditiva de recursos (Lei 11276/2006). Por fim, a instituição da possibilidade de o juiz, de plano, julgar improcedente um pedido formulado desde que trate de matéria de direito e sobre a qual já haja, no juízo, sentença de total improcedência em caso idêntico.(Lei 11277/2006).

## Breve síntese da sequência de atos processuais
A jurisdição civil segue o princípio da inércia, ou seja, não toma iniciativas se não for "provocada" pelos interessados.
Nesse sentido, inicia-se o processo com a petição inicial. É nela que o autor manifesta ao juízo os fatos ocorridos, o direito que possui e o pedido, que deverá ser apreciado pelo juiz no decorrer do processo.
Após isso, o juízo determina a citação do réu, abrindo-lhe prazo para que apresente a Contestação. Essa é uma das possíveis respostas do réu, é o momento em que ele irá rebater todas as acusações feitas pelo autor na exordial (inicial). Essa etapa merece muita atenção pois, segundo o Código de Processo Civil, qualquer ponto não combatido será considerado verdadeiro. No prazo de oferecimento da contestação, é também facultado ao réu que apresente sua Reconvenção. Com ela, o réu poderá, ao invés de apenas defender-se, pleitear algo em face do autor, invertendo, no particular, os polos da ação.
Tanto assim que faculta-se ao autor, quanto às matérias da reconvenção, apresentar sua própria Contestação.

### As exceções
Duas possíveis respostas do Réu são Contestação e Reconvenção. Contudo, o Processo Civil ainda prevê outra modalidade de Resposta: As exceções. Três são suas modalidades:

#### Exceção de Incompetência
A Exceção de Incompetência é o momento do Processo em que o Réu poderá arguir a competência do juízo quanto ao valor e ao território, compreendidos pela incompetência relativa. Assim, pode ser ela Exceção de Incompetência Relativa ou Exceção de Incompetência Absoluta. Incompetência Relativa diz respeito ao território onde se processa a lide, também dito comarca. O artigo 46 do CPC institui que em ações de direito pessoal ou de direito real sobre bem móvel o domicílio será o do réu. Desobedecido esse preceito cabe, por exemplo, a exceção de incompetência relativa.
A Incompetência Absoluta poderá ser arguida a qualquer momento na lide. Ela diz respeito à matéria do processo. No caso, uma ação civil impetrada na Justiça do Trabalho poderá ser alvo da Exceção de Incompetência Absoluta.

#### Impedimento
Será considerado impedido o juiz que se enquadrar em uma das hipóteses do artigo 144 do CPC. Esse quesitos são de ordem objetiva, dizem respeito a pessoa do juiz e o aproximam de forma intensa da causa. Exemplo: o artigo prevê que será impedido de atuar o magistrado que for parte no processo, que tiver o cônjuge como advogado de uma das partes ou quando for parente de uma das partes. O impedimento poderá ser arguido de ofício, pelo juiz, ou por umas das partes, sujeito a reconhecimento do juiz.

#### Suspeição
Será suspeito o juiz que se enquadrar em uma das hipóteses do artigo 145 do Código de Processo Civil. Entre elas, destacamos amizade íntima com uma das partes (ou inimizade capital), ser credor ou devedor de uma delas, entre outras. São quesitos de ordem subjetiva, pois dizem respeito a um possível interesse do juiz no andamento da causa. Essa exceção tem prazo de 15 dias a partir da ciência do fato para ser arguida, e também poderá ser declarada de ofício pelo magistrado.
Encerradas as fases postulatória e de resposta (que podem, também, incluir peças como Impugnação à Contestação e Alegações Finais, por exemplo), o processo segue para o julgamento. Nesse momento, o juiz poderá extinguir o processo com resolução de mérito, caso decida sobre o pedido formulado. Alternativamente, poderá determinar sua extinção sem julgamento do mérito, quando verificar, por exemplo, a ausência de pressupostos processuais ou o desinteresse processual, conforme previsto na legislação, mais precisamente no artigo 485 do CPC (que dispõe, especificamente, sobre a extinção do processo quando não há resolução de mérito).

### Materialização
Assim como contratos são materializados em instrumentos (ex.: a procuração é o instrumento do mandato), o processo é materializado em autos, que podem ser em forma de sequência de papéis, formando um caderno ou, mais modernamente, em autos eletrônicos.

## Autores notórios
- Pontes  de  Miranda
- José Carlos Barbosa Moreira
- Ronaldo Brêtas de Carvalho Dias
- Rosemiro Pereira Leal
- Ada Pellegrini [7]
- Luiz  Rodrigues Wambier
- Humberto Theodoro Júnior
- Fredie Souza Didier Júnior